# إسطركن أغبس الشعر
إسطركن أغبس الشعر (الاسم العلمي:Strychnos phaeotricha) هو نوع من النباتات يتبع جنس الإسطركن من الفصيلة اللوغانية.